# Miguel Paleólogo (general)

Sul da Itália em 1156: reconquistas bizantinas em vermelho; território tomado pelo Papado em roxo; territórios remanescentes do Reino da Sicília em verde

Miguel Paleólogo (em grego: Μιχαήλ Παλαιολόγος; 1156) foi um primeiros membros conhecidos da família Paleólogo, que mais tarde reinaria no Império Bizantino. Segundo João Cinamo havia sido exilado por João II Comneno (r. 1118–1143), porém foi chamado de volta por Manuel I Comneno (r. 1143–1180). Ainda segundo Cinamo, diz-se que Miguel encontrou-se com os cruzados em Sérdica (atual Sófia) e foi um enviado de Manuel ao rei Luís VII da França (r. 1137–1180) quando este cruzou o Danúbio.
Em 1150, foi enviado para levantar um exército entre os povos da região de Ancona para uma tentativa de recuperar o antigo Tema da Longobárdia. Na primavera de 1155, o conde Roberto III de Loritello, um rebelde contra o rei da Sicília Guilherme, o Mau (r. 1156–1166), negociou o apoio de Manuel. No mesmo ano, Miguel Paleólogo e João Ducas, após serem nomeados sebastos, foram enviados para Ancona para negociar uma aliança com o imperador Frederico I (r. 1152–1190), porém esta expedição diplomática não trouxe resultados satisfatórios, uma vez que Frederico retornou para a Germânia. Mesma sem auxílio do Império Ocidental, os bizantinos iniciaram sua investida. Vieste foi a primeira cidade a cair, mas a importante Trani resistiu à rendição até Bari ser subornada a abrir os portões de sua cidadela uma semana depois. Então, não só Trano, mas Giovinazzo e Ruvo renderam-se para as forças bizantinas. Ricardo de Andria foi morto em batalha e Andria também submeteu-se. O exército imperial moveu-se para sitiar Bosco, onde derrotou um exército real. Após Miguel adoecer e morrer em Bari, a campanha moveu-se para sul onde Montepeloso, Gravina e mais cinquenta aldeias renderam-se e Monopoli assinou uma trégua.